# Jean-Jacques de Peretti
Jean-Jacques de Peretti, född 21 september 1946 i Clermont-Ferrand (Puy-de-Dôme), är en fransk politiker, borgmästare i Sarlat-la-Canéda samt statsråd.

## Kallor
1. ↑  Frankrikes nationalförsamling (red.), Sycomore, Sycomore-ID: 5781, läs online, läst: 9 oktober 2017.[källa från Wikidata]
2. 1 2 3 4  Répertoire national des élus, 9 april 2019.[källa från Wikidata]
3. ↑  läs online, www.sarlat.fr  .[källa från Wikidata]
4. 1 2  Répertoire national des élus du 13 juillet 2020, 13 juli 2020.[källa från Wikidata]
5. ↑  https://www.sarlat.fr/ma-mairie/vie-municipale/les-elus/